# Марат (Крым)
Мара́т (укр. Марат, крымскотат. Marat, Марат) — исчезнувшее село в Джанкойском районе Республики Крым, располагавшееся на севере района, в степной части Крыма, примерно в 3,5 км к северо-западу от современного села Маслово.

## История
Еврейская земледельческая колония — переселенческий участок № 22, судя по доступным историческим документам, было основано во время второго этапа создания поселений, в конце 1920-х годов, поскольку в Списке населённых пунктов Крымской АССР по Всесоюзной переписи 17 декабря 1926 года, среди существующих сёл Джанкойского района ни под одним из возможных названий его ещё нет. Время присвоения собственного имени Марат пока не установлено, но на топографических картах 1938 и 1941 годов село уже фигурирует под этим названием.
Вскоре после начала отечественной войны часть еврейского населения Крыма была эвакуирована, из оставшихся под оккупацией большинство расстреляны. Дальнейшая судьба поселения пока точно не установлена: по сведениям Якова Пасика, опубликованным на сайте «Еврейские земледельческие колонии Юга Украины и Крыма», Марат включён в состав соседнего, также упразднённого села Ясная Балка. В последний раз в доступных источниках селение встречается на двухкилометровке РККА 1942 года.